# Crataegus coriifolia
Crataegus coriifolia — вид рослин із родини трояндових (Rosaceae).

## Біоморфологічна характеристика
Дерево до 8 м заввишки. Гілочки поточного року ворсинчасті, червонувато-коричневі; гілки минулого року блідо-сірі. Листові пластинки товсті та шкірясті, широко ромбічні чи зворотнояйцеподібні, гострі чи субгострі на верхівці, глибоко і правильно лопатеві, частки з гострою верхівкою; верхня поверхня блискуча, яскраво-зелена, гола чи рідко ворсинчаста; нижня поверхня блідо-зелена, ворсинчаста; край нерівномірний і грубо зубчастий; ніжка листка залозиста. Листкова пластинка квітконосних пагонів завдовжки 40–75 мм, 50–90 мм ушир. Суцвіття завдовжки 20–45 мм, щиткоподібні, до 15 квіток, ворсинчасті. Чашолистки 2–3 × 2–3 мм, трикутні. Пелюстки 4–5 × 3–5 мм. Плід 10–12 в діаметрі (8–10 мм у висушеному вигляді), кулястої чи еліпсоїдної форми, блискучий, яскраво-червоний, при висиханні стає чорнквато-пурпурним; плодових кісточок 2. Цвітіння настає в травні, а плодоношення в жовтні.

## Середовище проживання
Росте в Ірані. Росте на вулканічних скелях чи рівнинах, на висоті 1600–1850 м над рівнем моря, і в даний час відомий лише з гір Ельбурз.